# Ralph Bass
Pour les articles homonymes, voir Bass et Basso.
Ralph Basso Jr. (1er mai 1911 - 5 mars 1997), connu sous le nom de Ralph Bass, est un producteur de disques de rhythm and blues américain et un talent scout (découvreur de talents) pour plusieurs labels indépendants. Il est un pionnier dans l'introduction de la musique afro-américaine dans le courant dominant américain. Au cours de sa carrière, il joue des rôles clés pour les firmes Black & White, Savoy, King, Federal et Chess Records, enregistrant de nombreux artistes de premier plan, dont Etta James, Sam Cooke, James Brown, Earl Bostic et des groupes tels que The Platters et The Dominoes.
Bass est intronisé au Rock and Roll Hall of Fame en 1991 en tant qu'artiste hors scène. Il fait son entrée au Blues Hall of Fame en 2003. David Fricke, du magazine Rolling Stone, le décrit comme l'un des « grands faiseurs de stars des débuts du rock & roll », un « maître pour dépister les talents » et un « producteur prolifique ».

## Vie privée
Bass naît dans le Bronx d'un père catholique italien, Ralph Bass (Sr.), né Basso, et d'une mère juive germano-américaine, Lena, née Brettner. Jeune garçon, Ralph montre un don pour la musique et sa mère l'inscrit à des cours de violon. Il donne son premier concert à six ans. Cependant, élevé dans un quartier multiethnique, Ralph est exposé à diverses nuances culturelles qui influencent ses goûts musicaux allant du classique au blues et au jazz. Dès son plus jeune âge, Bass veut non seulement jouer, mais aussi assembler des sons qu'il aime écouter.
Il fréquente l'Université Colgate et l'Université de New York. Après son premier mariage en 1933, Bass déménage à Los Angeles. Au cours de son parcours dans l'industrie musicale, il voyage dans le delta du Mississippi et dans d'autres États du sud. Il y découvre un viviers de musiciens jamais enregistrés et son créneau en tant que producteur de disques et découvreur de talents. Les lois Jim Crow maintiennent encore les artistes afro-américains à l'écart, nombre d'entre eux étant relégués à des contrats d'un soir et ne se produisant que devant un public exclusivement noir dans un réseau de théâtres et de boîtes de nuit connu sous le nom de Chitlin' Circuit. Après son deuxième mariage en 1960, Bass décide de concentrer sa carrière sur l'introduction de la musique afro-américaine et des artistes afro-américains dans le courant dominant du divertissement américain.

## Carrière
Bass devient A&R chez Black & White Records dans les années 1940, où il produit et enregistre, entre autres, Lena Horne, Roosevelt Sykes, Jack McVea (Bass lui suggère d'enregistrer Open the Door, Richard, qui devient un hit) et T-Bone Walker (y compris le tube Call It Stormy Monday). Il crée également ses propres labels, Bop et Portrait Records, et produit des disques d'Erroll Garner, Dizzy Gillespie, Charles Mingus et Charlie Parker.
De là, il contribue à la création de deux des maisons de disques indépendantes les plus prospères, Savoy Records, dans le New Jersey, et King Records, à Cincinnati, Ohio. Au cours de cette période, Bass fait une tournée dans le Sud avec divers groupes de blues et note l'importance du public, toujours majoritairement noir mais avec un nombre croissant de blancs. Il sent le public changer.
Chez Savoy de 1948 à 1951, il enregistre Brownie McGhee, Esther Phillips et Johnny Otis. Chez Federal, une filiale de King dirigée par Bass, il produit une série de succès R&B, dont Sixty Minute Man et Have Mercy Baby des Dominoes et Work with Me, Annie des Midnighters. Le fondateur de King, Syd Nathan, refuse d'abord de signer James Brown pour enregistrer Please, Please, Please ; Bass signe Brown avec Federal et produit Please, Please, Please qui est un succès régional et se vend finalement à un million d'exemplaires. Bass produit également la version originale du standard R&B Kansas City, enregistrée par Little Willie Littlefield. Bass découvre également John Lee, qui a deux singles country blues sortis par Federal en 1952.
En 1959, les frères Chess embauchent Bass pour être directeur A&R chez Chess Records. Il y travaille jusqu'en 1976, produisant des enregistrements d'artistes de blues, de gospel, de R&B et de rock 'n' roll, dont Etta James, The Soul Stirrers, Howlin' Wolf, Muddy Waters et Sonny Boy Williamson II. Il compose la musique du single Here Comes the Judge de Pigmeat Markham. Plus tard, pour MCA Records, il produit des enregistrements de John Lee Hooker.
Lorsque Chess est dissous en 1976, Bass se retiré à Miami pour travailler à la T.K. Record Company pendant deux ans avant de retourner à Chicago où il travaille désormais comme producteur indépendant.
Ses droits d'auteurs lui rapportent suffisamment pour prendre sa retraite, vivant à Chicago et aux Bahamas. Ralph Bass meurt dans un avion en route pour Nassau le 5 mars 1997.

## Compositions notables
- 1955 : Linda Hayes and The Platters - Please Have Mercy (co-écrit avec Phyllis Otis)
- 1957 : The "5" Royales - Dedicated to the One I Love (avec Lowman Pauling)
- 1959 : Rosco Gordon - Just a Little Bit (avec John Thornton, Piney Brown et Earl Washington)
- 1963 : Sonny Boy Williamson II - Help Me (avec Williamson et Willie Dixon)

## Filmographie
Dans le film de 2014 Get on Up, une biographie de James Brown produite par Brian Grazer et Mick Jagger, le rôle de Ralph Bass est interprété par Josh Hopkins.